# بيدرو كوندي
بيدرو بيريز كوندي (بالإسبانية: Pedro Pérez Conde)‏ (26 يوليو 1988 فيلافرانكا دي قرطبة إسبانيا - ) هو لاعب كرة قدم إسباني يلعب كمهاجم.

## روابط خارجية
- بيدرو كوندي على موقع قاعدة بيانات كرة القدم.إي يو (الإنجليزية)
- بيدرو كوندي على موقع Soccerway.com (الإنجليزية)
- بيدرو كوندي على موقع عالم كرة القدم.نت (الإنجليزية)